# Thousands of Tiny Luminous Spheres
Thousands of Tiny Luminous Spheres è una compilation del gruppo neozelandese The Bats pubblicata in New Zealand nel 2000 dalla Flying Nun Records.

## Tracce
1. North by North (dall'album Daddy's Highway) – 4:05
2. Courage (dall'album Silverbeet) – 4:03
3. Claudine (dall'EP And Here Is 'Music for the Fireside') – 3:15
4. Afternoon in Bed (dall'album Couchmaster) – 3:50
5. Block of Wood (dall'album Daddy's Highway) – 3:11
6. Mastery (dall'album The Law of Things) – 2:55
7. Smoking Her Wings (dall'album The Law Of Things) – 4:35
8. For the Ride (dall'album Couchmaster) – 3:43
9. You Have the Right (previously unreleased) – 3:25
10. I've Seen It All Before (previously unreleased) – 4:25
11. Too Much (dall'album Silverbeet) – 2:58
12. Spill the Beans (dall'EP Spill the Beans) – 2:35
13. The Black and the Blue (dall'album Fear of God) – 3:15
14. Boogey Man (dall'album Fear of God) – 3:16
15. Tragedy (dall'album Daddy's Highway) – 3:02
16. Made Up In Blue (dall'EP Made Up in Blue) – 4:00
17. Supernova (dall'album Couchmaster) – 1:17

## Musicisti
- Paul Kean (basso, voce)
- Malcolm Grant (batteria)
- Robert Scott (voce, chitarra)
- Kaye Woodward (chitarra, voce)